# THE ANDS
THE ANDS（ジ・アンズ）2011年に結成された日本のインディーズバンドである。ポストロックやオルタナティヴロックをベースに多彩な要素が混在した音楽性が特徴。2012年「FAB NOISE」でデビュー。2014年「euphorium」、2017年「FROTHY」、2021年「herein」をリリース。これまでに、THE VELVET TEEN（UK）、Mariko Doi / YUCK（UK）、Last Days Of April（Sweden）、ADELAIDE（Chile）など、来日アーティストのサポートアクトなども行っている。2021年、Nitro+CHiRALのBL系ゲーム「スロウ・ダメージ」、2024年には聖光学院高等学校公式応援歌を書き下ろし楽曲提供。台湾のロックフェス「Spring Scream」、中国最大級のロックフェス「MIDI FESTIVAL」への出演など、近年は台湾・香港・中国大陸など東アジア圏へ活動シェアを広げている。国内ではプライベートレーベル「vorfahr」所属。

## メンバー
Naofumi ISOGAI / 磯谷直史
福島県出身。ボーカル・ギター・ピアノ担当。全楽曲の作詞・作曲を担当。ファンダー社製のジャズマスターを愛用。広島東洋カープファンを公言している。
Hironaga OGAWA / 小川博永
東京都出身。ベース・コーラス担当。つばき、THE TURQUOISEのベース。2025年加入。
Hayato NETSU / 袮津隼
東京都出身。ドラムス・コーラス担当。THE KERTI OKKARのドラム、Genius P.J'sのサポートドラムとしても活動。サウナスパ健康アドバイザーの資格を有する。

### 旧メンバー
- 松尾貴教 - ベース担当。元KUDANZ。2023年にバンド引退。
- 朱雀祐輝 - ベース担当。元NANAINE。2013年脱退。その後音楽活動を引退。
- 大坪徹志 - ドラム担当。元hare-brained unity。2013年脱退。その後音楽活動を引退。

## 作品

### FULL ALBUM
- digital remix album「herein repost」（2022年4月21日発売）
- full album「herein」（2021年4月21日発売）
- full album「euphorium」（2014年12月3日発売）
- full album「FAB NOISE」（2012年8月8日発売）

### EP
- EP「FROTHY」（2017年1月25日発売）
- EP「ONE」（2011年7月3日発売）※廃盤

### SINGLE
- digital single『after all』（2025年4月20日発売）
- digital single『harmony（聖光学院高等学校公式応援歌）』（2024年4月10日発売）
- digital single『blue / plus minus』（2023年11月2日発売）
- digital single『ghost of you』with Yuichiro Kato（2023年3月15日発売）
- split single『THE ANDS / Awkward Geisha (UK) 』（2022年）※BandCampのみ
- single『Day By Day』（2013年）※廃盤
- single『Sunny Day / Another Phase』（2013年）※廃盤

### 提供・タイアップ
- 聖光学院高等学校　公式応援歌「harmony」（2024年）
- Nitro+CHiRAL ドラマCD「スロウ・ダメージ」エンディング曲（2022年）
- Nitro+CHiRAL ゲーム「スロウ・ダメージ」挿入歌（2021年）

## 主要ライブ・イベント

### 2025
04/20 『MORE...vol7』shimokitazawa DaisyBar / guest :  NANANINE"1/2"、GLASGOW

### 2024
10/20 『MORE...vol6』shimokitazawa DaisyBar / guest :  さめざめwithバナナとドーナッツ、CUICUI

### 2023
12/10 『MORE...vol5』shimokitazawa DaisyBar / guest :  Large House Satisfaction
11/10 『MORE...vol4』shimokitazawa DaisyBar / guest :  LUNKHEAD

### 2022
11/30 『MORE...vol3』GRIT at shibuya / guest : ABSTRACT MASH
08/26 『MORE...vol2』shibuya HOME / guest : LUCY'S DRIVE
06/17 『MORE...vol1』shibuya HOME / guest : GENIUS P.J’s

### 2019
06/01 『3singles release party』shimokitazawa CLUB251 / guest : ZEPPET STORE

### 2018
『Taiwan Tour, 2018』
04/06 Jack's studio, Taipei / Taiwan

### 2017
『FROTHY - Taiwan Tour 2017』
12/02 APA MINI,Taipei / Taiwan
12/01 Forro Cafe,Taichung / Taiwan
『FROTHY - China Tour 2017』
09/10 Dusk Dawn Club, Beijing / China
09/09 Harley's Bar, Shanghai/ China
09/08 WEST LIVEHOUSE, Zibo/ China
09/07 DownTown Bar, Qingdao/ China

### 2016
『China TOUR 2016』
09/17 TENGLONG CAVE MIDI FESTIVAL, Leachen / China
09/14 MAO Livehouse, Chongqing / China
09/13 Power Livehouse, Guiyang / China
09/11 HOPEPOGO LIVE, Nanning / China
09/10 191space , Guangzhou / China

### 2015
『euphrium - China Tour 2015』
11/22 ZEBRA LIVEHOUSE Nanjing / China
11/21 DOWNTOWN / Qingdao / China
11/20 Modernsky Lab / Beijing / China
11/19 π LIVE HOUSE / Tianjin / China
11/18 7 LIVEHOUSE / Zhengzhou / China
11/17 VOX LIVEHOUSE / Wuhan / China
11/15 46 LIVEHOUSE / Changsha / China
11/14 191space / Guangzhou / China
11/13 Hong Tang Guang / Shenzhen / China
11/12 Hong Tang Guang / Dongguan / China
11/11 THE WANCH / Hongkong
『Taiwan Tour 2015』
04/05 TADA, Taichung / Taiwan
04/04 Spring Screem2015 / Taiwan